# Peter Graulund
Peter Graulund, född 20 september 1976 i Vejen, är en dansk före detta fotbollsspelare. Han representerade under sin karriär bland andra Helsingborgs IF och Brøndby IF. I Brøndby vann han den danska Superligaens skytteliga säsongen 2000/2001.

## Klubbar
- AGF (2006 - 2012)
- Helsingborgs IF (2003 - 2006)
- AGF (lån) (2003)
- VfL Bochum (2001 - 2003)
- Brøndby IF (1998 - 2001)
- Vejle BK ( - 1998)
- Kolding Boldklub
- Vejen SF (moderklubb)